# 왈도 L. 파라

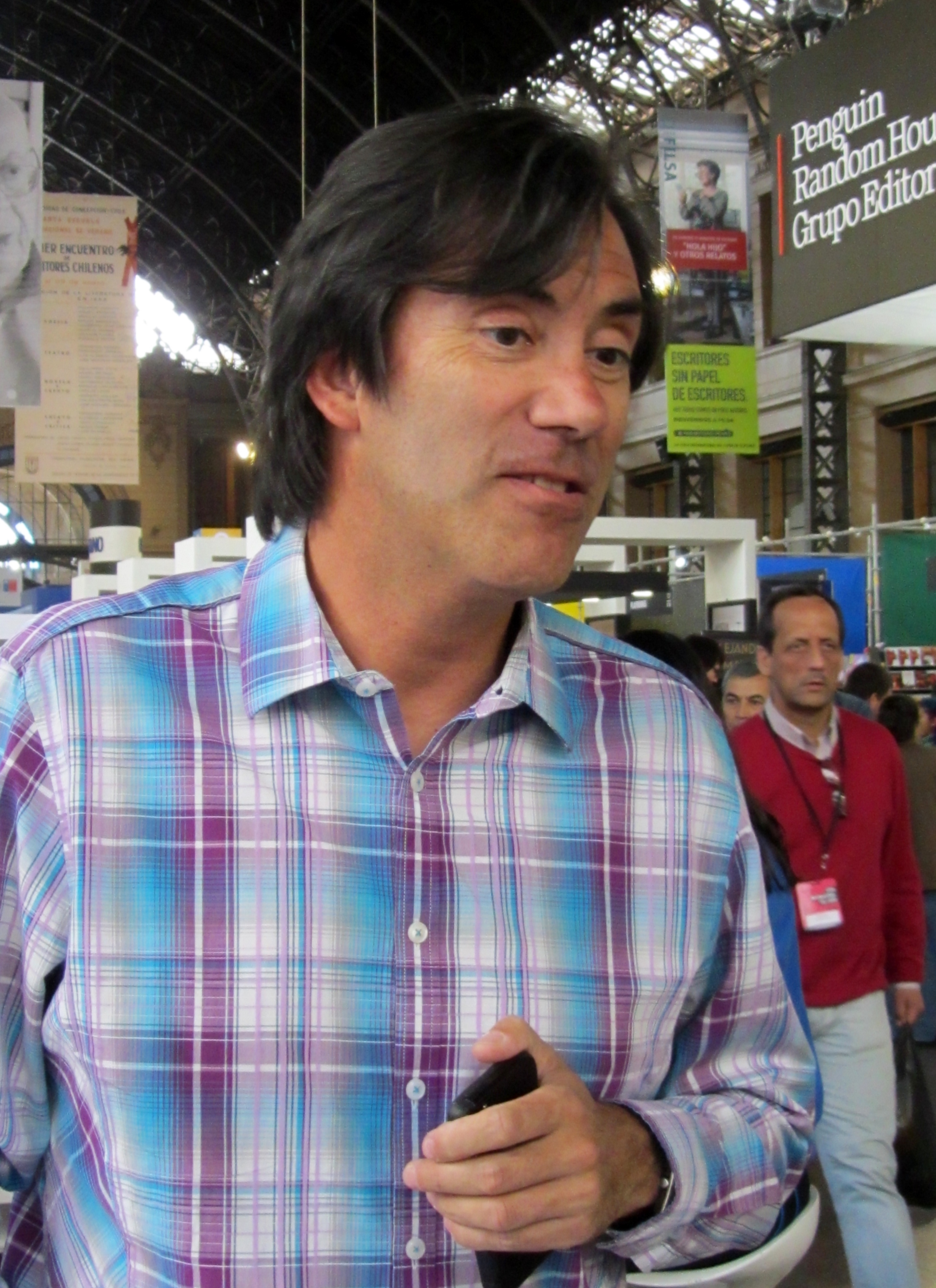
왈도 L. 파라의 실제 모습

왈도 레오니다스 파라 피사로(1965년 12월 2일 ~ )은 칠레의 변호사, 박사 및 대학교수이자 소설가이다. 그는 전국에서 베스트셀러 작가이기도 하다. "프리메이슨과 해방자"라는 시리즈로 알려져 있다.
2016년 그는 삼부작 "프리메이슨과 해방자"의 첫 번째 부분을 출판했다(Planeta에 의해 출판) 그 후 2017년에 두 번째 부분을 출판했다. 2018년에는 세 번째 부분이 출판되었다.
2000년부터 그는 호세 미겔 카레라 역사 연구소의 멤버로 있으며, 2012년부터는 법의 진화 분석 협회의 멤버이기도 하다.
현재 그는 산 미겔 항소 법원의 변호사이자 칠레 대학교 및 가브리엘라 미스트랄 대학교의 교수로서 법률을 가르치고 있다.

## 전기
왈도는 1965년 12월 2일 칠레의 산티아고에서 태어났다.
어릴 적에 가족과 함께 푼타 아레나스로 이주하였고, 그곳에서 산 조제프 수녀원 학교에서 교육을 받았다.
산티아고로 돌아온 후, 그는 산티아고 독일 학교에서 학습하였고, 졸업 후 칠레 가톨릭 대학교에서 법학을 공부하기 시작했다. 1996년에 법학 및 사회 과학 학위를 취득하고, 1997년에 변호사로서의 자격을 취득했다. 2003년에는 칠레 대학교에서 경제법 석사 학위를 받았고, 2009년에는 법학 석사 학위를 받았다. 2012년에는 칠레 가톨릭 대학교에서 법학 박사 학위를 취득했다. 2011년에는 캘리포니아 대학교 샌타 바버라에서 연구원으로 초청되어 미국에서 연구를 수행했다.
2012년부터 칠레 대학교에서 법학을 가르치고 있으며, 2017년부터 가브리엘라 미스트랄 대학교에서도 가르치고 있다. 2018년부터는 산 미겔 항소 법원의 변호사로 재직 중이다.

## 문학 경력
2016년, 그는 시리즈 "프리메이슨과 해방자"의 첫 번째 작품인 "프리메이슨과 해방자 - 공화국의 여명"(El amanecer de la República)을 출판했다.
2017년에는 두 번째 부분인 "프리메이슨과 해방자 - 교회의 비밀"(El secreto de la Logia)를 출판했다.
2018년에는 마지막 부분인 "프리메이슨과 해방자 - 영웅의 유산"(El legado de los Héroes)을 출판했다.
그는 2016년과 2017년의 산티아고 국제 도서전(FILSA)에 참가했다.
그의 책은 칠레의 주요 서점에서 판매되고 있으며, 전자책 형식으로도 구입 가능하다.

## 저서

### 시리즈프리메이슨과 해방자
- 프리메이슨과 해방자 - 공화국의 여명 (2016년)
- 프리메이슨과 해방자 - 교회의 비밀 (2017년)
- 프리메이슨과 해방자 - 영웅의 유산 (2018년)

## 참고 문헌
1. 1 2  “Waldo Parra의 LinkedIn”. 《LinkedIn》. 2024년 10월 4일에 확인함.
2. ↑  “"프리메이슨과 해방자": 아메리카 독립의 비밀 계획을 재발견하다”. 《Emol》. 2024년 10월 4일에 확인함.
3. ↑  “Waldo Parra와 "프리메이슨과 해방자 II": 라틴 아메리카의 역사는 스타워즈보다 더 좋다”. 《BioBioChile》. 2017년 1월 20일. 2024년 10월 4일에 확인함.
4. ↑  “작가 왈도 파라: "피노체트의 독재는 역사를 왜곡했다"”. 《La Nación》. 2018년 4월 25일. 2018년 7월 14일에 원본 문서에서 보존된 문서. 2024년 10월 4일에 확인함.
5. ↑  “Waldo Parra - Planeta de Libros”. 《Planeta de Libros》. 2024년 10월 4일에 확인함.
6. ↑  “프리메이슨과 해방자”. 《Goodreads》. 2024년 10월 4일에 확인함.
7. ↑  “Waldo Parra가 "프리메이슨과 해방자"의 두 번째 부분을 발표”. 《La Red》. 2017년 1월 20일. 2024년 10월 4일에 확인함.
8. ↑  “"프리메이슨과 해방자": 아메리카의 비밀 역사를 탐구하다”. 《Emol》. 2024년 10월 4일에 확인함.
9. ↑  “저자 서명 - 칠레 서적 상회”. 《Cámara Chilena del Libro》. 2022년 2월 8일에 원본 문서에서 보존된 문서. 2024년 10월 4일에 확인함.